# Bữa tiệc thác loạn

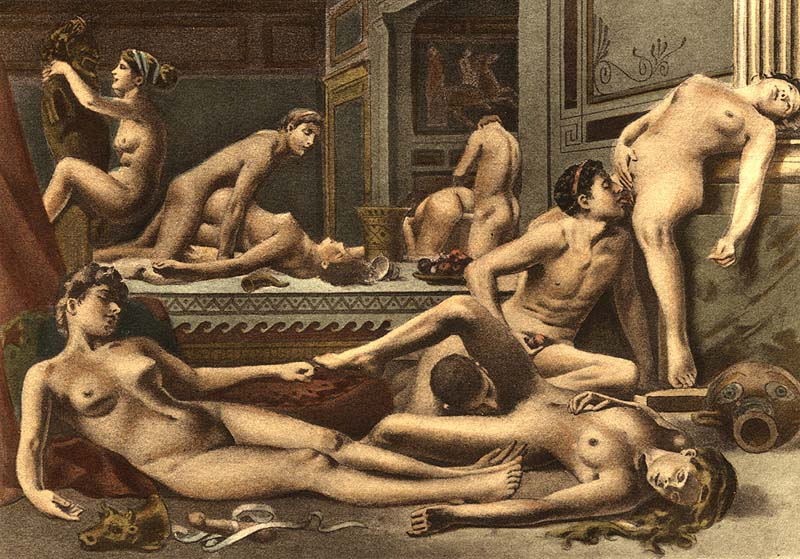
Một bữa tiệc khỏa thân, tranh của Édouard-Henri Avril

Bữa tiệc thác loạn hay bữa tiệc sex là một thuật ngữ hiện đại được sử dụng để mô tả bữa tiệc mà những người tham gia được tự do thác loạn, tham gia vào các hoạt động tình dục một cách cởi mở, không kiềm chế hoặc làm tình tập thể, cùng với đó là uống rượu, bia, các chất kích thích, đập phá... Trao đổi bạn tình không liên quan đến bữa tiệc thác loạn vì đối tác tình dục có thể đều biết nhau hoặc ít nhất là có một số điểm chung như tầng lớp kinh tế, trình độ học vấn. Trong tiếng Anh, thuật ngữ này được biết đến với tên gọi orgy, thuật ngữ này cũng được sử dụng ẩn dụ trong các tình huống. Thuật ngữ truy hoan (orgiastic) nói chung không bao hàm quan hệ tình dục tập thể. Trong tiếng Hy Lạp cổ đại còn được biết đến với tên ὄργια/ὄργιον/orgion là một nghi thức lên đồng đặc trưng của các tôn giáo bí ẩn của Hy Lạp. Không giống như tôn giáo nào, hoặc các tôn giáo thực hành riêng của một hộ gia đình, những bí ẩn này được giữ bí mật. Một số nghi lễ được tổ chức vào ban đêm.